# La Mort de Jack Hamilton
La Mort de Jack Hamilton (titre original : The Death of Jack Hamilton) est une nouvelle de Stephen King parue tout d'abord en 2001 dans le magazine The New Yorker puis dans le recueil Tout est fatal en 2002.

## Résumé
Un ancien complice de John Dillinger raconte une anecdote concernant Jack Hamilton, un autre ancien membre du gang.